# سیمولتانه (بازی)
سیمولتانه (به انگلیسی: Simultaneous) یا نمایش هم‌زمان (به انگلیسی: Simultaneous exhibition)، یک نمایش سرگرمی (بازی) تخته‌ای (معمولاً شطرنج یا گو) است که در آن، یک بازیکن (به‌ طور معمول رتبه‌بالا مانند استادبزرگ یا بازیکن سطح دان) هم‌زمان چندین بازی با چند بازیکن دیگر انجام می‌دهد. اغلب به‌طور ساده‌تر، چنین نمایشی را یک «سیمول» می‌گویند.

## نحوه بازی
در یک سیمول عادی، هیچ ساعت شطرنجی به‌کار نمی‌رود. تخته‌ها معمولاً در یک دایرهٔ بزرگ یا چهارگوش چیده می‌شود و نمایش‌دهنده (بازیکن)، از تخته‌ای به تخته‌ای دیگر، در راستای ثابتی راه می‌رود. بازیکن می‌تواند پیش از بازی کردن حرکتش، مکث کوتاهی کند، ولی معمولاً برای جلوگیری از مکث‌های بلند تلاش خواهد کرد؛ چرا که شمار بسیار این مکث‌ها، نمایش را وامی‌دارد تا زمان زیادی به درازا بکشد. نمایش‌های بلندتر، ریسک اشتباهات ناشی از خستگی از سوی نمایش‌دهنده را افزایش می‌دهد، به‌ویژه چون تک شرکت‌کنندگان باقی‌مانده در پایان، گرایش بیش‌تری دارند که بازیکنان قوی‌تری به عنوان «چالش‌برانگیزترین رقبای نمایش‌دهنده» باشند.

## بازی‌ها
در این‌جا، چند بازی شایان یادکرد از نمایش‌های سیمولتانه آورده‌شده:
| سال/رویداد             | شهر/کشور                              | نمایش‌دهنده       | بازی | یادداشت |
| ۱۹۲۵/نمایش سیمولتانه   | لنینگراد/روسیه شوروی/ شوروی           | کاپابلانکا       | 1.d4 d5 2.c4 e6 3.Nc3 Nf6 4.Bg5 Nbd7 5.e3 Bb4 6.cxd5 exd5 7.Qb3 c5 8.dxc5 Qa5 9.Bxf6 Nxf6 10.0-0-0 0-0 11.Nf3 Be6 12.Nd4 Rac8 13.c6 Bxc3 14.Qxc3 Qxa2 15.Bd3 bxc6 16.Kc2 c5 17.Nxe6 Qa4+ 18.b3 Qa2+ 19.Qb2 Qxb2+ 20.Kxb2 fxe6 21.f3 Rc7 22.Ra1 c4 23.bxc4 dxc4 24.Bc2 Rb8+ 25.Kc1 Nd5 26.Re1 c3 27.Ra3 Nb4 28.Re2 Rd8 29.e4 Rc6 30.Re3 Rd2 31.Raxc3 Rxc2+ 32.Rxc2 Rxc2+ 0-1     | یک قهرمان آتی جهان (بتوینیک)، قهرمان جهان (کاپابلانکا) را شکست می‌دهد |
| ۱۹۶۴ سیمولتانه با ساعت | دیویس، کالیفرنیا/ ایالات متحده آمریکا | فیشر             | 1.e4 e5 2.Nf3 Nc6 3.Bc4 Bc5 4.b4 Bxb4 5.c3 Be7 6.d4 d6 7.dxe5 Nxe5 8.Nxe5 dxe5 9.Qh5 g6 10.Qxe5 Nf6 11.Ba3 Rf8 12.0-0 Ng4 13.Qg3 Bxa3 14.Nxa3 Qe7 15.Bb5+ c6 16.Nc4 Qe6 17.Rad1 cxb5 18.Qc7 Bd7 19.Nd6+ Ke7 20.Nf5+ gxf5 21.exf5 Rac8 22.Rxd7+ Qxd7 23.f6+ Nxf6 24.Re1+ Ne4 25.Rxe4+ Kf6 26.Qxd7 Rfd8 27.Qg4 1–0                                                                | گامبی اوانس زیر که در آن بابی فیشر (بازیکن سفید)، در یک سیمولتانهٔ ۱۰تخته‌ای با ساعت (در برابر بازیکن سیاه، O. Celle)، به پیروزی رسید، آن‌چنان خوب بازی‌شده‌بود که فیشر آن را در کتاب نامدارش یعنی ۶۰ بازی به‌یادماندنی من برشمرد |
| ۱۹۷۰/نمایش سیمولتانه   | هامبورگ/ آلمان                        | سوتوزار گلیگوریچ | 1. e4 e5 2. Nf3 d5 3. exd5 e4 4. Qe2 Nf6 5. Nc3 (Korn recommends 5.d3! Qxd5 6.Nfd2 Be7 7.Nxe4 0-0 8.Nbc3 Qa5 9.Bd2 and White had a large advantage in Keres–De Agustin, Madrid 1943[5]) Be7 6. Nxe4 0-0 7. d3 Re8 8. Bd2 Nxd5 9. 0-0-0 Be6 (9...f5) 10. Kb1 Nc6 11. Nc3 Bf6 12. Nxd5 Qxd5 13. c4 Qd6 14. Be3 b5 15. Qc2 Nb4 16. Qc1 bxc4 17. dxc4 Qa6 18. a3 Bf5+ 19. Ka1 Qxa3# | این گامبی فیل که در آن بازیکن سیاه (Holze)، در برابر یک استادبزرگ (سوتوزار گلیگوریچ) برنده می‌شود، توسّط والتر کورن در گشایش‌های نوین شطرنج آورده‌شده‌است                                                                        |

## رکورد گینس

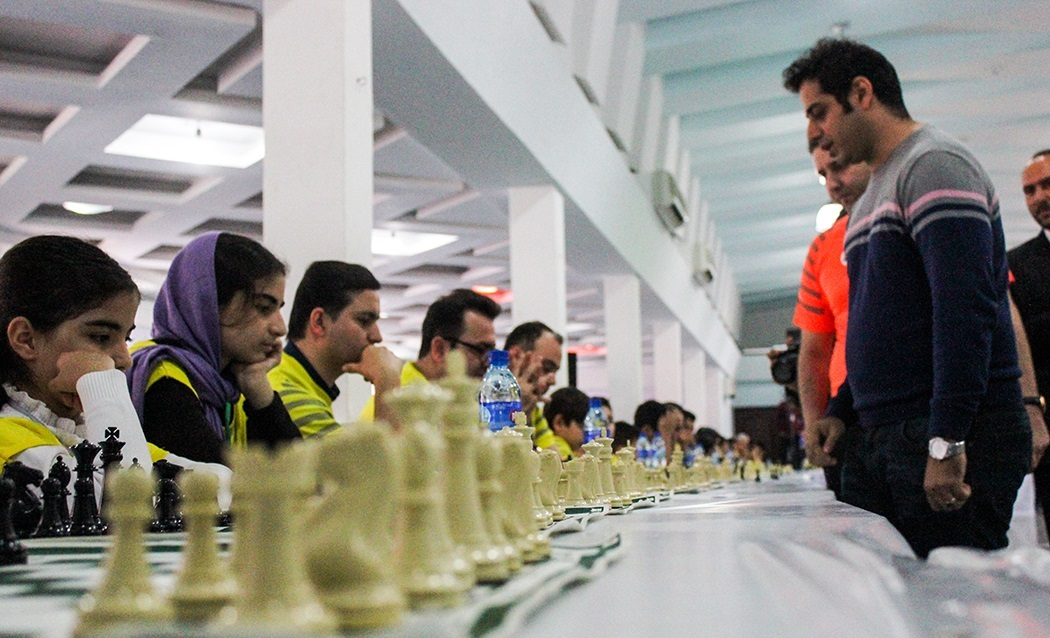
مرتبط

احسان قائم مقامی، استادبزرگ ایرانی، نمایش سیمولتانهٔ خود با ۶۱۴ شطرنج‌باز را که بیش از ۲۴ ساعت به طول انجامید، با ۵۹۰ پیروزی به پایان رساند.
نمایش سیمولتانهٔ قائم مقامی با ۶۱۴ شطرنج‌باز، از ساعت ۱۰:۱۰ روز سه‌شنبه، ۱۹ بهمن سال ۱۳۸۹ (در دانشگاه شهید بهشتی) آغاز شد و پس از گذشت بیش از ۲۵ ساعت و ثبت رکوردی تازه به نام وی، به پایان رسید. قائم مقامی با بیش از ۵۶ کیلومتر پیاده‌روی، صاحب ۵۹۰ پیروزی شد؛ همچنین در ۱۶ دیدار به تساوی رضایت داد و ۸ دیدار را واگذار کرد و با به دست آوردن بیش از ۹۰ درصد امتیازات، رکورددار مسابقات سیمولتانه شد تا نامش در کتاب رکوردداران جهان گینس ثبت شود.

## نگارخانه

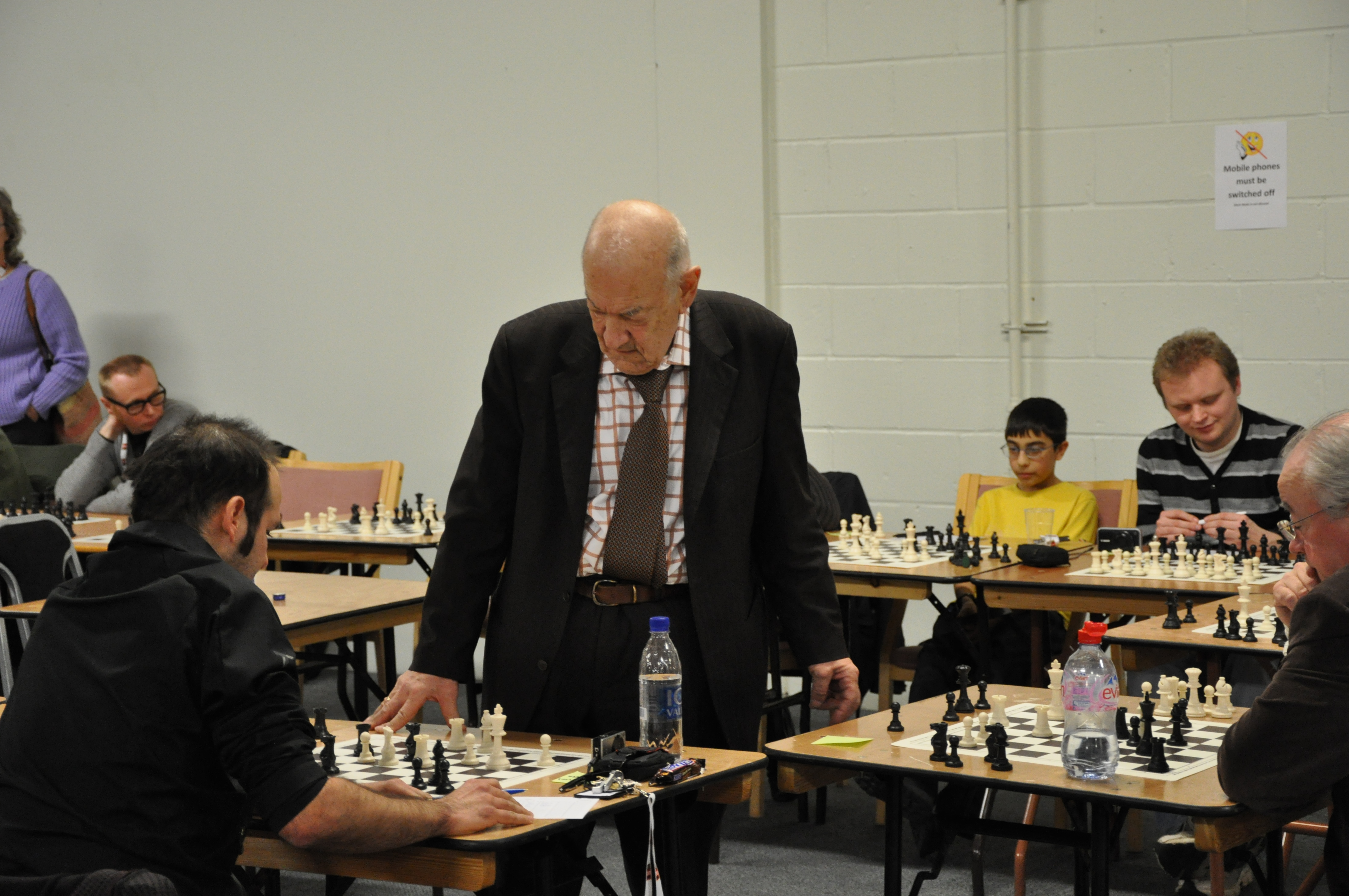
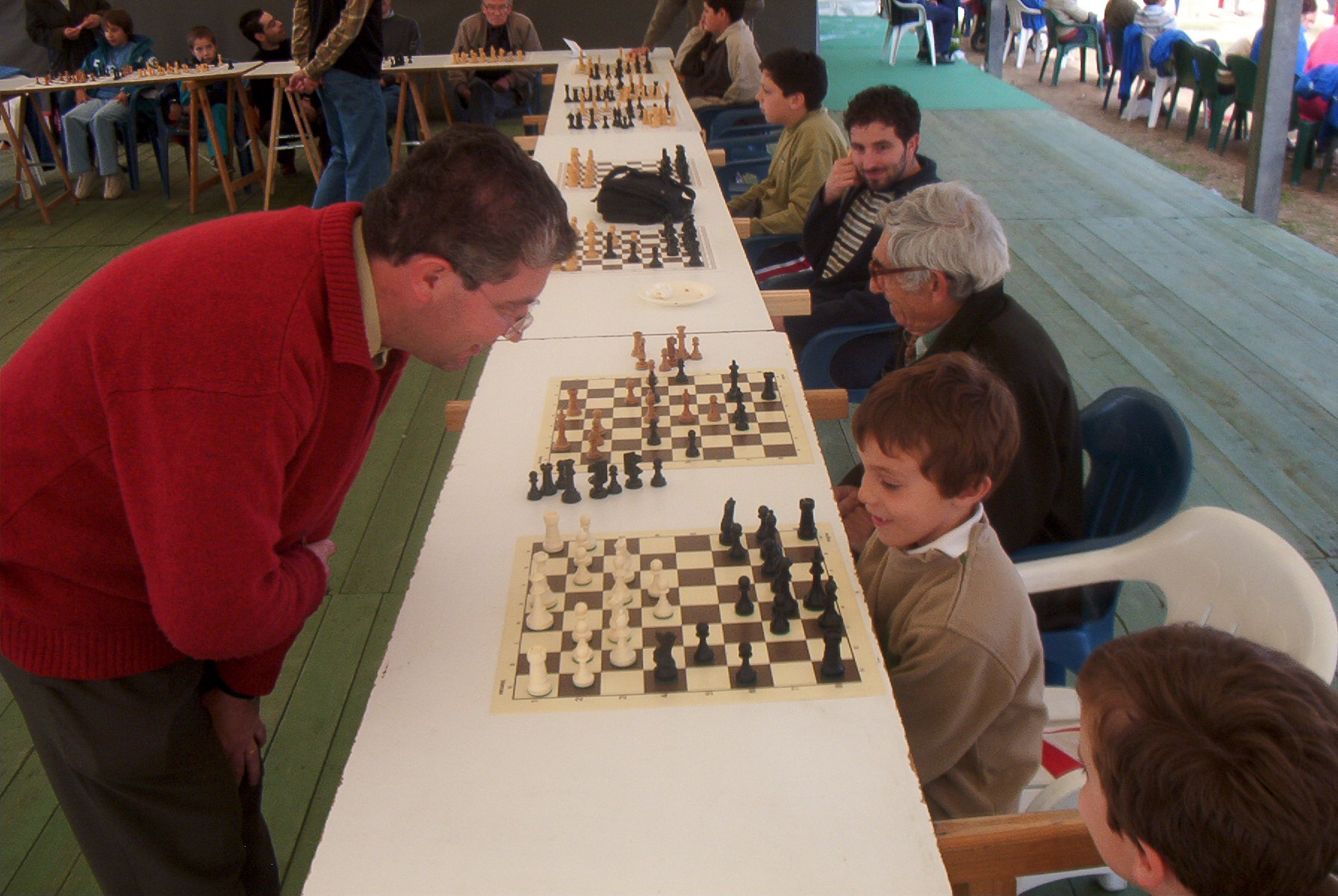
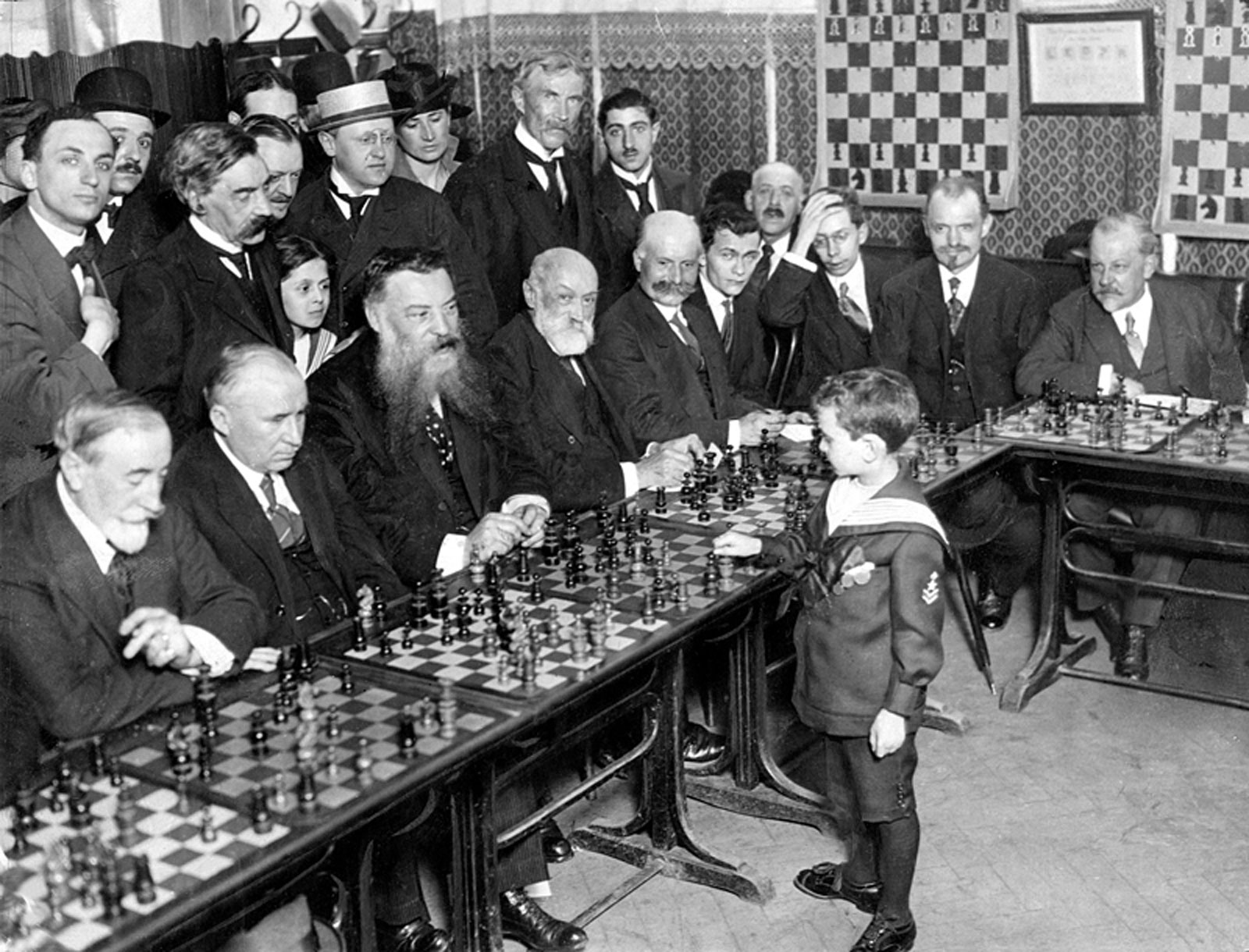